# Snoqualmie (Washington)
Pour les articles homonymes, voir Snoqualmie.
Snoqualmie (en anglais [snoʊˈkwɔːlmi]) est une ville située dans le comté de King, dans l’État de Washington, à 45km de la ville de Seattle, aux États-Unis. Sa population s’élevait à 10 670 habitants lors du recensement de 2010, estimée à 13 190 habitants en 2016.
Cette ville est le cadre de nombreuses scènes extérieures de la série Twin Peaks et au film Twin Peaks : Fire Walk with Me censées se dérouler dans la ville fictive de Twin Peaks.

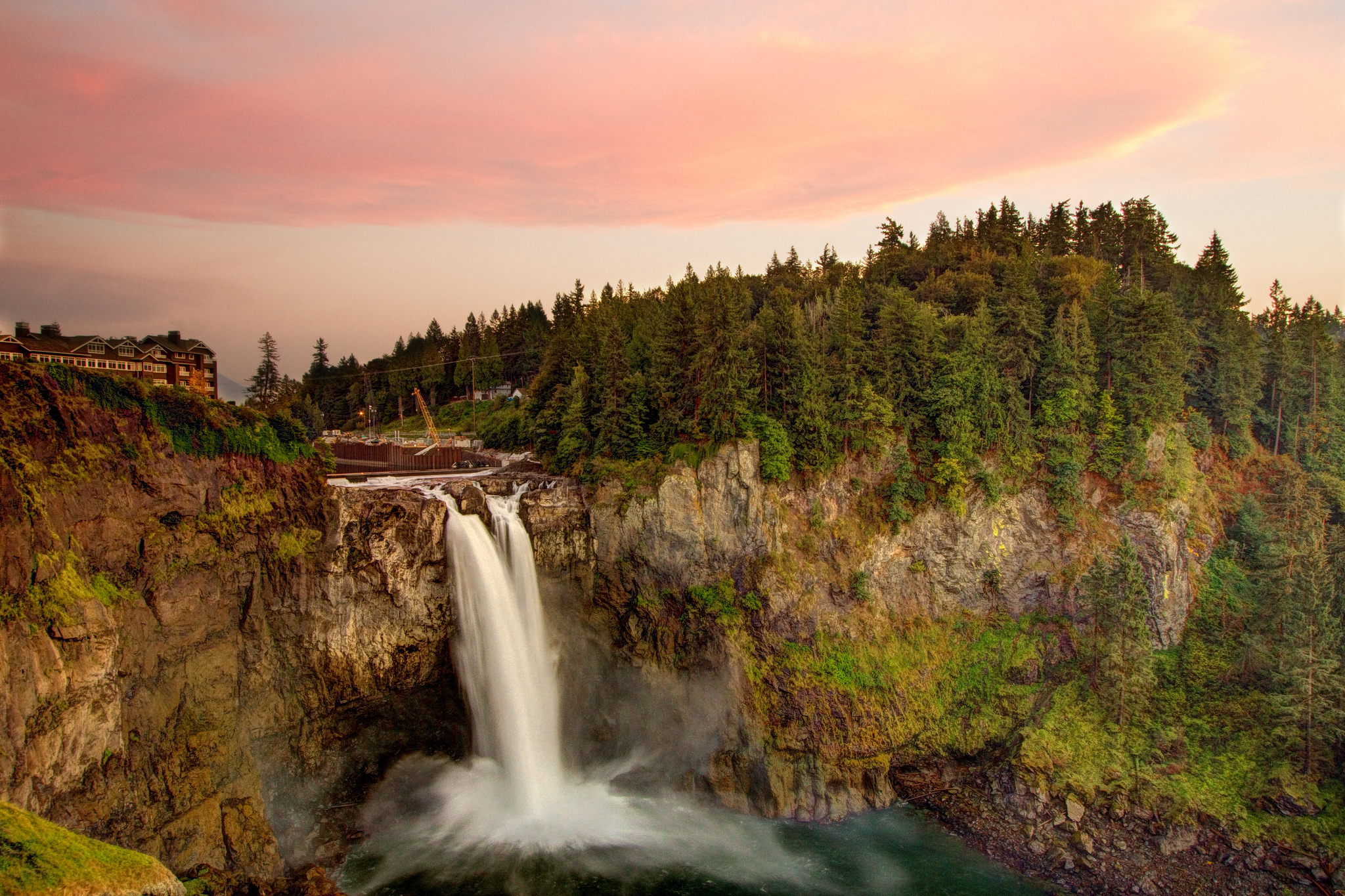
Les chutes de Snoqualmie et la Salish Lodge & Spa (« Hôtel du Grand-Nord » dans la série télévisée) constituent un des paysages récurrents de la série.
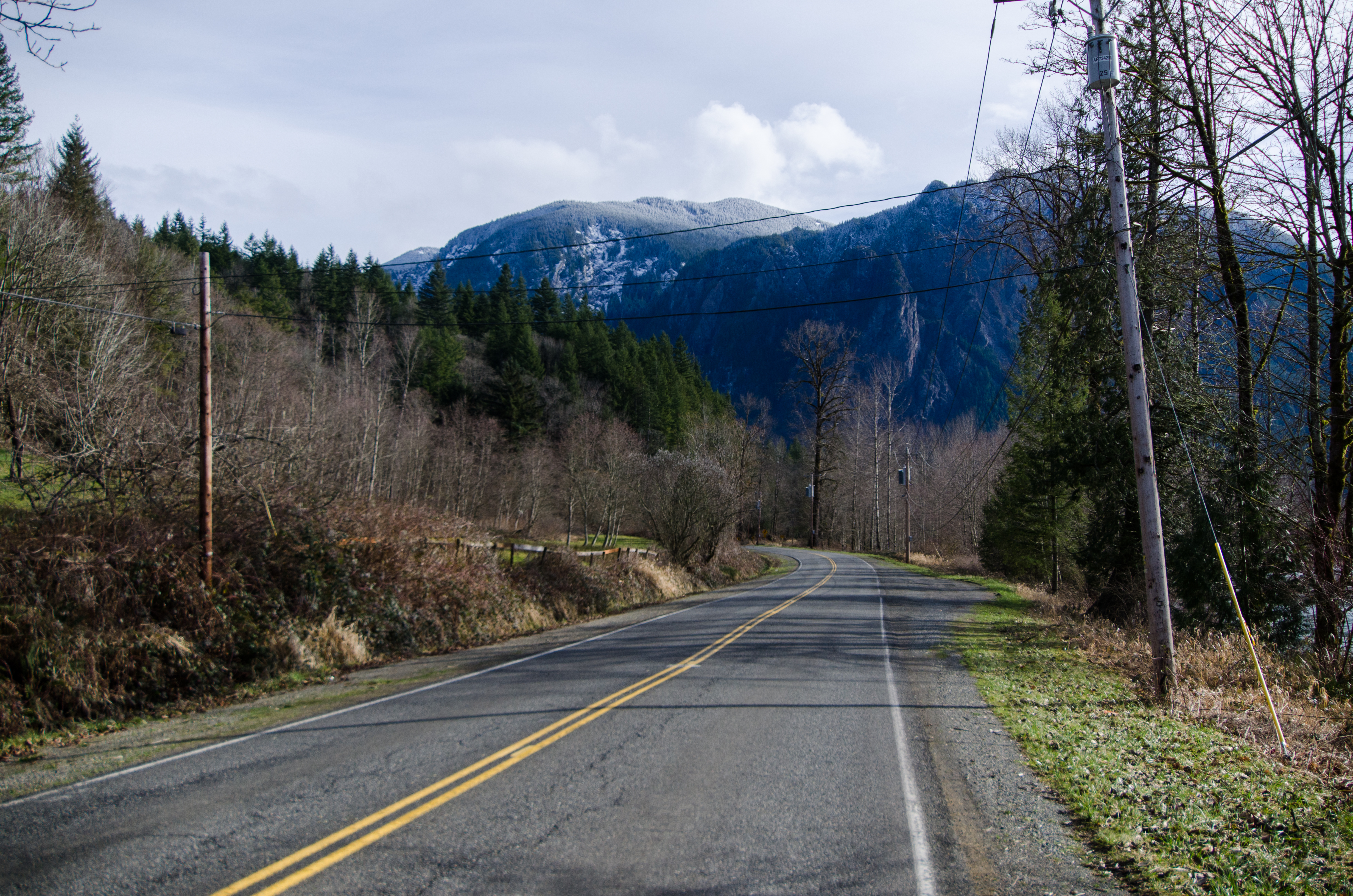
La route du générique de Twin Peaks.
- Le dépôt ferroviaire de Snoqualmie. Septembre 2018